# Descendants 2
Pour les articles homonymes, voir Descendant.
Série Descendants
Descendants
(2015) Descendants 3
(2019)
Pour plus de détails, voir Fiche technique et Distribution.
Descendants 2 est un téléfilm américain de la collection des Disney Channel Original Movie réalisé par Kenny Ortega.
C'est le deuxième film de la franchise Descendants, qui s'inspire des personnages des films du studio Walt Disney Pictures en mettant en scène leurs descendants.
Le film suit Mal (Dove Cameron) qui peine à s'adapter à son rôle de petite-amie du Roi (Mitchell Hope). Elle décide donc renouer avec ses mauvaises origines et retourne sur l'Île de l'Oubli où son ennemie jurée, Uma (China Anne McClain), la fille d'Ursula, a pris sa place en tant que reine auto-proclamée des rues sordides de la ville. Uma, pleine de ressentiments pour ne pas avoir été choisie par Ben afin de rejoindre Auradon avec les autres enfants de méchants, a constitué son propre groupe de descendants reclus et souhaite se venger.
Il a été diffusé le 21 juillet 2017 simultanément sur Disney Channel, Disney XD, Freeform, Lifetime, Lifetime Movies et le réseau ABC, une première dans l'histoire de la collection. Il est suivi par Descendants 3, diffusé en 2019.

## Synopsis
Mal se débat avec sa nouvelle vie de célébrité en tant que petite amie du roi Ben, jetant un sort sur ses cheveux pour les rendre blonds et conservant inconfortablement une personnalité de princesse. Elle confie ses problèmes à ses amis Evie, Carlos et Jay, mais ils sont satisfaits de leur nouvelle vie à Auradon. Evie gronde Mal pour s'être appuyée sur le livre de sorts de sa mère pour résoudre ses problèmes. Carlos, souhaitant inviter Jane à la prochaine danse du cotillon, se tourne vers Mal pour obtenir de l'aide. Mal lui donne un bonbon qui lui fera dire la vérité, mais son chien, Camarade, le mange, prononçant comme par magie la vérité brutale en langage humain.
Ben découvre finalement la dépendance de Mal à la magie, et elle dit clairement ses insécurités, provoquant une brouille. Mal retourne sur l'île de l'oubli, désormais gouvernée par son ancienne rivale Uma, la fille d'Ursula, avec Harry et Gil, les fils du capitaine Crochet et Gaston. Mal rend visite au coiffeur Java Trémaine, la fille de Javotte Trémaine, qui restaure ses cheveux violets emblématiques. Harry apprend le retour de Mal et informe Uma.
Ben, Evie, Jay et Carlos apprennent le départ de Mal et se faufilent sur l'île pour la retrouver, mais Gil les reconnaît. Ben confronte Mal, qui rejette ses sentiments à la fois pour lui et pour Auradon. Ben part abattu, seulement pour être capturé par Uma. Mal et Uma se battent pour la baguette de Ben et de la fée marraine, qu'Uma remporte. Uma ordonne alors à Mal et à ses amis de récupérer la baguette de la fée marraine en échange du retour en toute sécurité de Ben. Carlos et Jay retournent à Auradon Prep, où ils créent une réplique de la baguette à l'aide d'une imprimante 3D. Ils sont attrapés par Lonnie, la fille de Mulan, qui les fait chanter pour la laisser venir, après avoir été rejetée de l'équipe sportive de Jay en raison de son sexe.
Uma dit à Ben son amertume qu'elle et les autres n'ont pas été choisis pour aller à Auradon. Ben en tient compte et l'invite à Auradon, mais Uma complote à la place pour s'y rendre par ses propres moyens. Le groupe de Mal revient, remettant la fausse baguette en échange de Ben, mais Uma découvre le faux. Le groupe s'enfuit vers Auradon, mais la relation entre Mal et Ben est toujours difficile. Les enfants des méchants acceptent de ne pas fuir leur passé et acceptent d'être honnêtes avec eux-mêmes et les uns avec les autres. Carlos avoue à Jane mais se débat, tandis que Jay nomme Lonnie capitaine de son équipe.
À bord d'un navire pendant le Cotillion, Ben étourdit tout le monde en apparaissant avec Uma, qu'il déclare comme son véritable amour et annonce qu'il détruira la barrière sur l'île. Jane dévoile un vitrail que Ben a commandé pour montrer son affection pour Mal, qui se rend compte qu'il l'aimait pour qui elle était depuis le début. Soupçonnant qu'Uma lui a donné un philtre d'amour, Mal avoue son amour pour Ben et l'embrasse, brisant le charme. Enragée, Uma saute dans l'eau en utilisant le coquillage magique d'Ursula pour se transformer en pieuvre, et Mal riposte en dragon. Ben intervient, étouffant la bataille, et Uma rend la bague que Ben lui avait initialement donnée lorsqu'il l'avait déclarée comme son véritable amour et s'en va. Mal et Ben se réunissent, Mal abandonnant son livre de sorts à la fée marraine. Evie demande que Java soit autorisée à assister à l'école d'Auradon; quand Java est offerte, elle accepte avec enthousiasme.
Dans une scène de mi-crédits, Uma s'adresse au public, promettant que l'histoire n'est pas terminée.

## Fiche technique
- Titre original : Descendants 2
- Réalisation : Kenny Ortega
- Scénario : Josann McGibbon et Sara Parriott, d'après les personnages des films du studio Walt Disney Pictures
- Décors : Mark Hofeling et Amber Humphries
- Costumes : Kara Saun
- Musique : David Lawrence
- Montage : Don Brochu
- Chorégraphie : Kenny Ortega et Tony Testa
- Production : Tracey Jeffrey et Shawn Williamson
- Producteurs délégués : Kenny Ortega, Wendy Japhet, Judy Taylor, Josann McGibbon et Sara Parriott
- Sociétés de production : Bad Angels Productions, A 5678 Production et Disney Channel
- Sociétés de distribution : Disney Channel (télévision) ; The Walt Disney Company (globale)
- Pays d’origine :  États-Unis
- Langue originale : anglais
- Format : couleur - 35 mm - 1,85:1 - son Dolby numérique
- Genre : Musical et fantastique
- Durée : 111 minutes
- Dates de sortie :
  -  États-Unis : 21 juillet 2017 sur Disney Channel / Disney XD / Freeform / Lifetime / Lifetime Movies / ABC (première diffusion) ; 15 août 2017 (sortie DVD)
  -  Québec : 15 août 2017 (sortie DVD) ; 25 novembre 2017 sur La Chaîne Disney (première diffusion)
  -  France : 17 octobre 2017 sur Disney Channel France (première diffusion) ; 18 octobre 2017 (sortie DVD)
  -  Belgique : 18 octobre 2017 (sortie DVD) ; 28 octobre 2017 sur Disney Channel Belgique (première diffusion)

 Sauf indication contraire, les informations mentionnées dans cette section peuvent être confirmées par la base de données cinématographiques IMDb,  présente dans la section « Liens externes ».

## Distribution

### Les descendants
- Dove Cameron (VFB : Nancy Philippot) : Mal, la fille de Maléfique
- Sofia Carson (VFB : Mélanie Dermont) : Evie, la fille de la Méchante Reine
- Booboo Stewart (VFB : Pierre Lognay) : Jay, le fils de Jafar
- Cameron Boyce (VFB : Maxime Van Santfoort) : Carlos d'Enfer, le fils de Cruella d'Enfer (Carlos De Vil en V.O.)
- Mitchell Hope (Voix chansons : Jeff Lewis, VFB : Pierre Le Bec) : le Roi Benjamin « Ben », le fils de Belle et La Bête
- China Anne McClain (VFB : Mélissa Windal) : Uma, la fille d'Ursula
- Thomas Doherty (VFB : Antoni Lo Presti) : Harry Crochet, le fils du Capitaine Crochet et le frère de CJ (Harry Hook en V.O.)
- Dylan Playfair (VFB : Alexandre Crépet) : Gil, le fils de Gaston
- Jedidiah Goodacre (VFB : Maxime Donnay) : le Prince Chad Charmant, le fils de Cendrillon et du Prince Charmant (Chad Charming en V.O.)
- Dianne Doan (VFB : Delphine Chauvier) : Lonnie, la fille de Mulan et du Général Li Shang
- Brenna D'Amico (VFB : Laetitia Liénart) : Jane, la fille de la Fée marraine
- Zachary Gibson (VFB : Alessandro Bevilacqua) : Doug, le fils de Simplet
- Anna Cathcart (VFB : Clara Mullenaerts) : Java Tremaine, la fille de Javotte Tremaine (Dizzy en V.O.)

### Les gentils
- Keegan Connor Tracy (VFB : Maia Baran) : Belle
- Dan Payne (VFB : Philippe Allard) : Adam, la Bête
- Melanie Paxson (VFB : Marcha Van Boven) : la Fée marraine
- Jan Bos : Lumière

### Les méchants
- Whoopi Goldberg : Ursula (voix)

### Les autres personnages
- Bobby Moynihan (VFB : Olivier Prémel) : Camarade (voix, Dude en V.O.)

## Production

### Développement
Lors de la convention D23 Expo de l'année 2015 qui s'est déroulé début août au Anaheim Convention Center en Californie, Disney Channel a annoncé le développement d'un deuxième volet et dont la diffusion serait prévue pour l'été 2017. La chaîne confirme que Josann McGibbon et Sara Parriott seront de retour au scénario, Kenny Ortega à la réalisation et qu'une grande partie du casting du premier devrait être de retour.
Le 10 juin 2016, la chaîne confirme le lancement de la production de ce deuxième téléfilm. Elle annonce aussi que les scénaristes, Josann McGibbon et Sara Parriott, seront aussi productrice exécutives et le retour de Kara Saun en tant que costumière. Mark Hofeling rejoint la production pour les décors, Tony Testa sera chorégraphe aux côtés du réalisateur Kenny Ortega et Shawn Williamson produira le téléfilm.
Il est aussi annoncé que China Anne McClain, qui prêtait sa voix à Freddie Facilier dans la première saison de la série Descendants : Génération méchants, rejoignait la distribution mais pour un rôle différent. Dans le téléfilm, elle jouera Uma, la fille de Ursula du film La Petite Sirène.
En août 2016, Sarah Jeffery, qui interprétait la Princesse Audrey dans le premier volet et dans la série animée, annonce ne pas être présente dans le deuxième volet étant prise par le tournage de la série Shades of Blue.
Le 25 avril 2017, Disney annonce que le téléfilm sera diffusé le 21 juillet 2017 simultanément sur six chaînes, cinq chaînes câblées Disney Channel, Disney XD, Freeform, Lifetime et Lifetime Movies et sur le réseau ABC,.

### Tournage
Le tournage du téléfilm a commencé le 25 août 2016 à Victoria et à Vancouver dans la province de Colombie-Britannique au Canada et s'est terminé en octobre 2016.

## Bande-originale
Singles
1. Ways to Be Wicked
Sortie : 13 avril 2017
2. What’s My Name
Sortie : 1er juin 2017

Liste des titres
1. Ways to Be Wicked - Dove Cameron, Sofia Carson, Cameron Boyce et Booboo Stewart
2. What’s My Name - China Anne McClain, Thomas Doherty et Dylan Playfair
3. Chillin’ Like a Villain - Sofia Carson, Cameron Boyce, Booboo Stewart et Mitchell Hope
4. Space Between - Dove Cameron et Sofia Carson
5. It’s Goin’ Down - Dove Cameron, Sofia Carson, Cameron Boyce, Booboo Stewart, China Anne McClain, Thomas Doherty et Dylan Playfair
6. You and Me - Dove Cameron, Sofia Carson, Cameron Boyce, Booboo Stewart, Mitchell Hope et Jeff Lewis
7. Kiss the Girl - Dove Cameron, Sofia Carson, Cameron Boyce, Booboo Stewart, China Anne McClain et Thomas Doherty
8. Poor Unfortunate Souls - China Anne McClain
9. Better Together - Dove Cameron et Sofia Carson*
10. Evil - Dove Cameron*
11. Rather Be with You - Dove Cameron et Sofia Carson*

Note : Les chansons marquées avec une étoile servent de bande-originale à la série dérivée Descendants : Génération méchants.
- Comme dans le premier volet, Mitchell Hope, l’interprète du Prince Ben, ne participe qu'aux parties non-chantées des chansons. C'est le chanteur Jeff Lewis qui chante à sa place lors des moments où son personnage doit chanter.
- La version de l'album sortie en France contient une version française de What’s My Name interprétée par Carla Georges[9].

## Accueil

### Audience

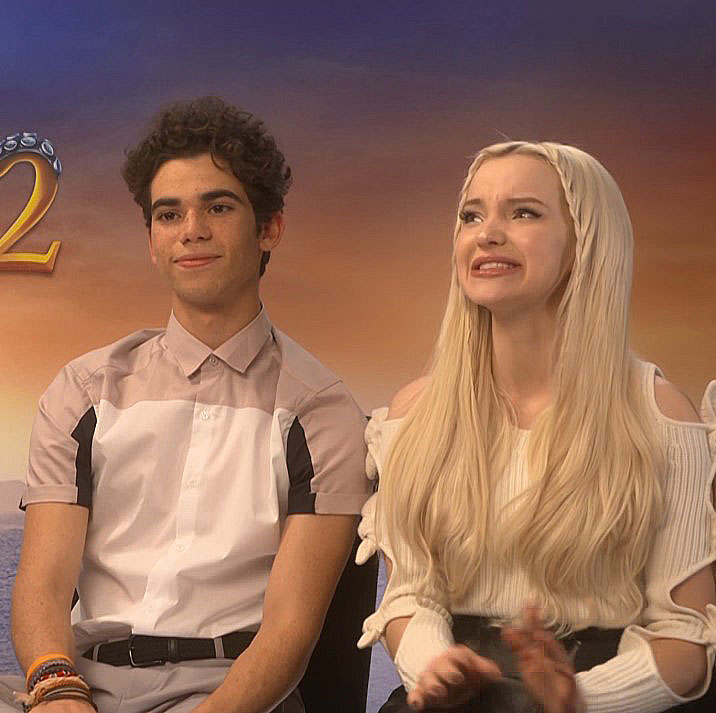
Dove Cameron et Cameron Boyce lors d'un interview presse avec MTV pour la promotion du téléfilm en 2017.

Le 23 juillet 2017, avec une première diffusion aux États-Unis simultanément sur 6 chaînes de télévision le téléfilm réunit 5,1 millions de téléspectateurs sur Disney Channel ; 2,41 millions sur ABC ; 0,47 million sur Disney XD ; 0,30 million sur Lifetime ; 0,26 million sur Freeform et 0,14 million sur Lifetime Movies.
En tout, le téléfilm a donc réuni 8,9 millions de téléspectateurs. Il peut donc être considéré comme le troisième Disney Channel Original Movie le plus regardé de la collection, à égalité avec Camp Rock. Néanmoins, les autres téléfilms de la collection ayant uniquement été diffusés sur Disney Channel, il bénéficiait d'un avantage que les autres n'avaient pas.
Il faut aussi noter qu'environ 13 millions de téléspectateurs ont regardé au moins une minute du téléfilm selon le groupe Disney.
Trois jours après sa diffusion, il est annoncé que le téléfilm a atteint les 21 millions de téléspectateurs via les enregistrements sur box et les visionnages en streaming, devenant donc l'un des téléfilm le plus vu de l'histoire du câble et dépassant le score du premier volet qui avait atteint les 10,5 millions de téléspectateurs.
Lors de l'annonce de la production du troisième volet, Disney Channel a annoncé que le téléfilm a réuni plus de 71,5 millions de téléspectateurs dans le monde.

### Critiques
Le film a reçu des critiques positives sur l'agrégateur de critiques Rotten Tomatoes, avec une moyenne de 80% de critiques positives sur la base de 5 critiques collectées.

## Produits dérivés
Étant une production Disney, le téléfilm a eu le droit, comme le précédent volet, à de nombreux produits dérivés (costumes, vêtements, jouets, etc.) principalement vendu chez Disney Store.
Comme le premier volet, qui était précédé par un roman lui servant de préquel, Descendants 2 est précédé par le roman Retour sur l'Île de l'Oubli, écrit par la romancière américaine Melissa de la Cruz. Le roman fait le pont entre les deux volets, et se déroule parallèlement à la première saison de la série Descendants : Génération méchants qui fait aussi le pont entre les deux. En France, le roman est sorti le 29 juin 2016 chez l'éditeur Hachette Livre.
Un autre roman, toujours écrit par Melissa de la Cruz, est sorti en 2017. Intitulé L'Île de l'Oubli se rebelle, il se déroule aussi avant le téléfilm et introduit les méchants du deuxième volet.
Le téléfilm a aussi eu droit à une novélisation à destination du jeune public ainsi que plusieurs adaptations comme le deuxième volume du Grimoire de Mal ou le Evie's Fashion Book.

## Suite
En février 2018, plusieurs sites professionnels annoncent le début du développement d'un troisième téléfilm sous le titre de travail The Big Sleep puis quelques jours après, un site répertoriant les tournages à Vancouver annonce le début du tournage pour le 16 mai 2018.
Le 16 février 2018, Disney Channel annonce officiellement le lancement de la production avec la diffusion d'un teaser à la fin du téléfilm Zombies. Dove Cameron, Sofia Carson, Booboo Stewart, Cameron Boyce, Mitchell Hope et China Anne McClain sont les premiers acteurs à être confirmé à la distribution. Les scénaristes des deux premiers volets, Josann McGibbon et Sara Parriott, seront également de retour ainsi que Kenny Ortega, réalisateur, producteur exécutif et chorégraphe des deux premiers, qui reprendra ses fonctions. Le film introduit le père de Mal et a été diffusé en 2019.

## Distinctions

### Nominations
- Saturn Awards 2018 :
  - Meilleur téléfilm, mini-série ou programme spécial